# Yakutia Airlines
Yakutia Airlines (ros. АО «Авиакомпания „Якутия“») – rosyjska linia lotnicza z siedzibą w Jakucku, głównym portem lotniczym jest port lotniczy Jakuck.

## Flota
Stan floty linii Yakutia Airlines na 31 października 2015 roku:
- 2 Suchoj Superjet 100
- 2 Bombardier Dash 8 Q300
- 3 Bombardier Dash 8 Q400
- 1 Boeing 737-700
- 3 Boeing 737-800
- 1 Boeing 757-200PCF